# امیلیان-بنوآ برژس
امیلیان-بنوآ برژس (فرانسوی: Émilien-Benoît Bergès‎؛ زادهٔ ۱۳ ژانویهٔ ۱۹۸۳ ‏(۴۲ سال)) دوچرخه‌سوار اهل فرانسه است.